# Volta (микроархитектура)
Volta — микроархитектура профессиональных графических процессоров класса Server/Datacenter, представленная в мае 2017 года и разработанная корпорацией NVIDIA Corporation в качестве преемника микроархитектуры Pascal. Она названа в честь Алессандро Джузеппе Антонио Анастасио Вольта — итальянского физика, химика и физиолога, одного из основоположников учения об электричестве.
О планах разработки этой микроархитектуры было объявлено ещё в марте 2013 года. Однако о первом продукте было объявлено только в мае 2017 года.
Это первый чип NVIDIA, включающий специально разработанные тензорные ядра для машинного обучения систем искусственного интеллекта, в которых улучшены процессы глубокого обучения,по сравнению с обычными ядрами CUDA.
Первой видеокартой, использовавшей GPU с этой микроархитектурой, стала карта уровня дата-центра Tesla V100, вошедшая в систему Nvidia DGX-1. Она также используется в Nvidia Quadro GV100 и Nvidia Titan V. Не существует массовых видеокарт десктопного уровня серии GeForce на базе микроархитектуры Volta. Для таких видеокарт серии GeForce 20 была разработана упрощённая микроархитектура Turing, на основе которой они были анонсированы в августе 2018 года, которая также пришли на смену микроархитектуры Pascal.

## Технические подробности
Архитектурные усовершенствования микроархитектуры Volta включают следующее:
- CUDA Compute Capability 7.0
- Память с высокой пропускной способностью 2-го поколения (HBM2).
- NVLink 2.0: шина с высокой пропускной способностью между центральным процессором и графическим процессором, а также между несколькими графическими процессорами. Обеспечивает гораздо более высокие скорости передачи, чем те, которые достижимы при использовании PCI Express; обеспечивает скорость 25 Гбит/с на полосу и до 200 Гбайт/с (4 × 50 Гбайт/с) на один GPU.
- 672 Tensor-ядра: Тензорное ядро — это объект, который умножает две матрицы FP16 4 × 4, а затем добавляет к результату третью матрицу FP16 или FP32 с помощью операций умножения примесей и получает результат FP32, который при необходимости можно понизить до результатов FP16. Тензорные ядра предназначены для ускорения обучения нейронных сетей.
- PureVideo Feature Set I аппаратное декодирование видео.

## Продукты
Volta анонсируется как микроархитектура графического процессора в поколении SoC Tegra Xavier, ориентированная на автономные автомобили.
На ежегодной конференции Nvidia GPU Technology Conference 10 мая 2017 года Nvidia официально анонсировала микроархитектуру Volta наряду с GPGPU-ускорителем Tesla V100. Графический процессор Volta GV100 построен по 12-нанометровому техпроцессу с использованием HBM2-памяти с пропускной способностью 900 ГБ/с.
Nvidia официально анонсировала NVIDIA TITAN V 7 декабря 2017 года.
Nvidia официально анонсирует Quadro GV100 27 марта 2018 года.
- Многопоточный мультипроцессор охватывает 64 ядра CUDA и 4 TMU[англ.].
- Кластер обработки графики охватывает 14 многопоточных мультипроцессоров.
- CUDA-ядра: Единицы отображения текстур: Единицы вывода.
- Ядро Tensor — это FPU смешанной точности, специально разработанный для матричной арифметики.